# Bezirk Brocēni
Der Bezirk Brocēni (Brocēnu novads) war ein Bezirk im Westen Lettlands in der historischen Landschaft Kurzeme, der von 2009 bis 2021 existierte. Bei der Verwaltungsreform 2021 wurde der Bezirk aufgelöst, seine Gemeinden gehören seitdem zum Bezirk Saldus.

## Geographie
Der Bezirk lag östlich der Stadt Saldus. Am Ciecere-See und bei Brocēni wird Kalkstein abgebaut. Die Bahnlinie von Riga nach Liepāja verläuft in west-östlicher Richtung durch das Gebiet.

## Bevölkerung
2020 zählte der Bezirk Brocēni 5633 Einwohner. Er bestand aus den vier Gemeinden (pagasts) Blīdene, Ciecere, Gaiķi, Remte sowie dem Verwaltungszentrum Brocēni.

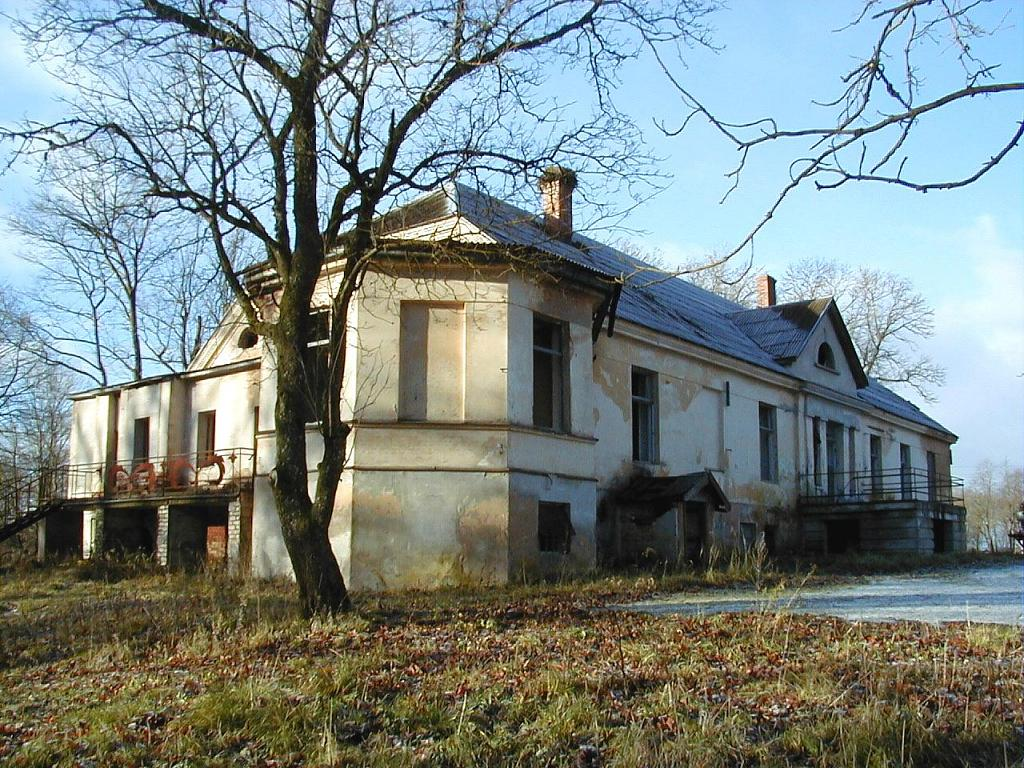
Blīdene: Herrenhaus Groß-Blieden
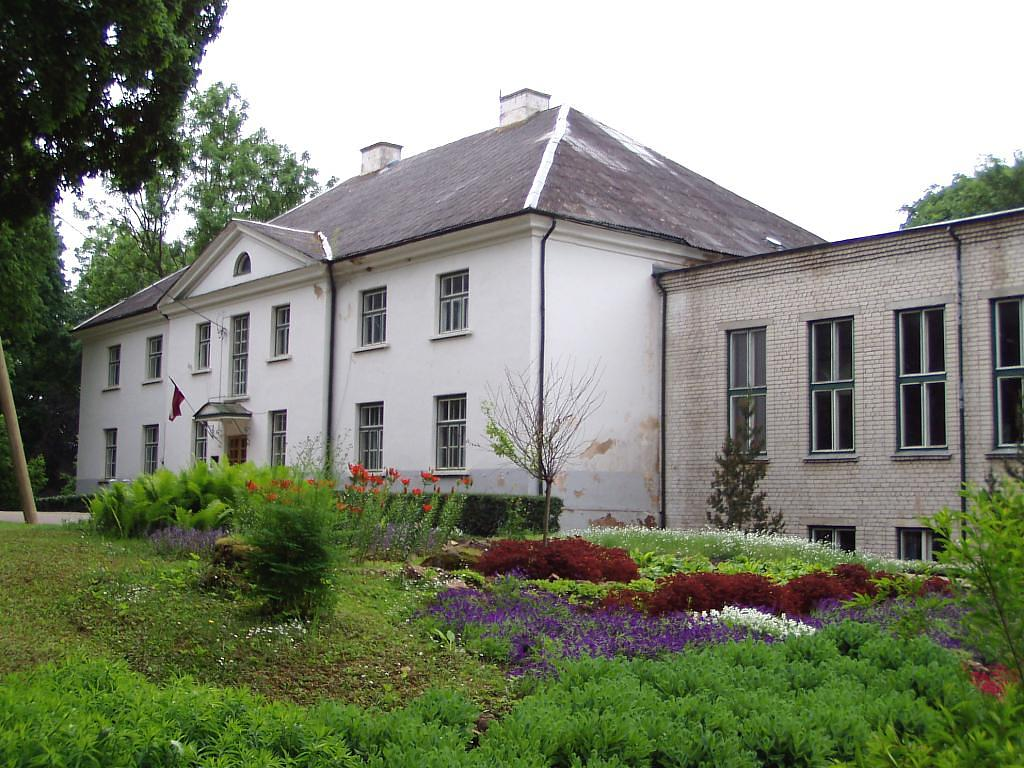
Gaiķi: Herrenhaus Gaiken
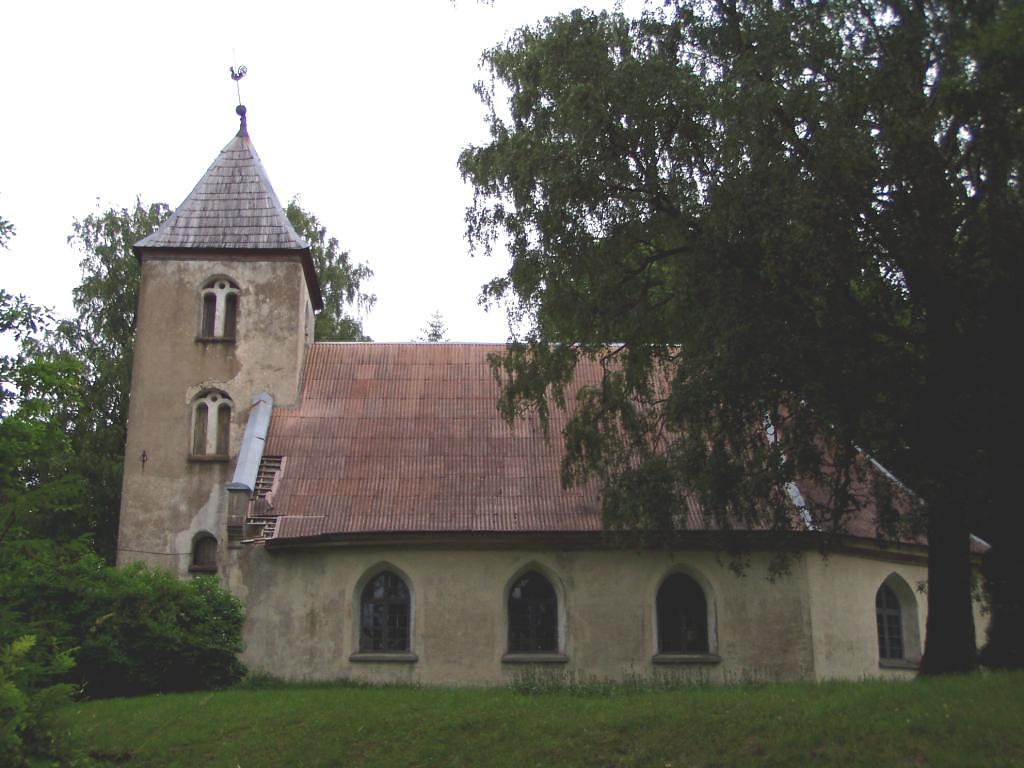
Gaiķi: Lutherische Kirche
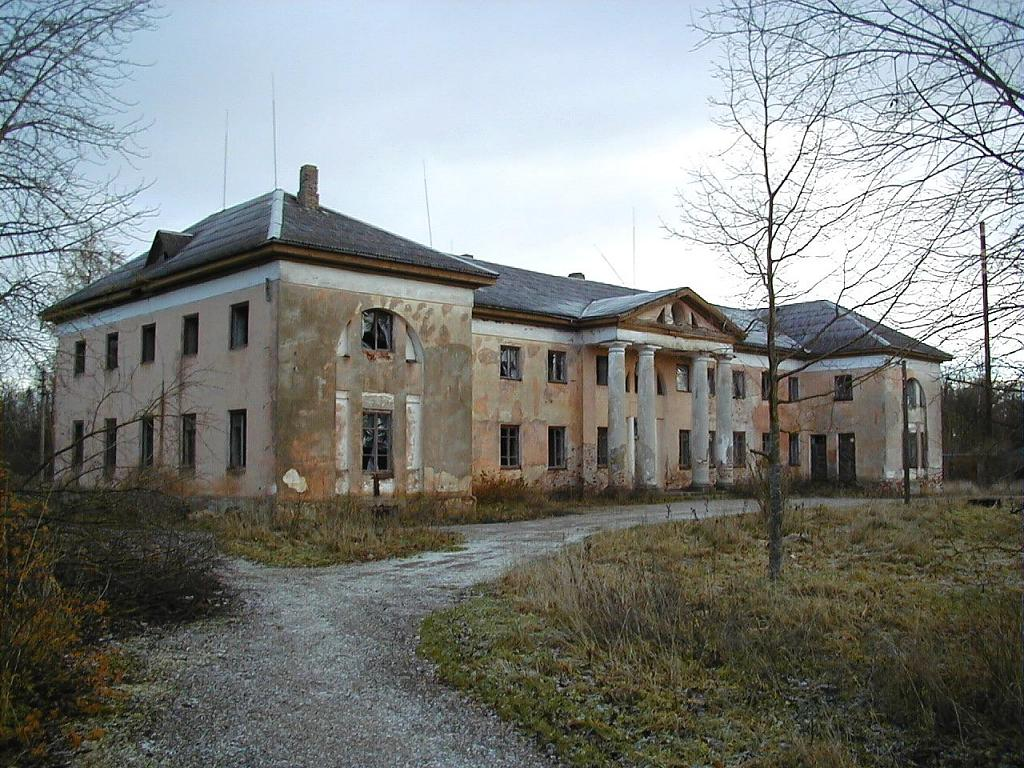
Pilsblīdene (Gemeinde Blīdene): Schloss Blieden
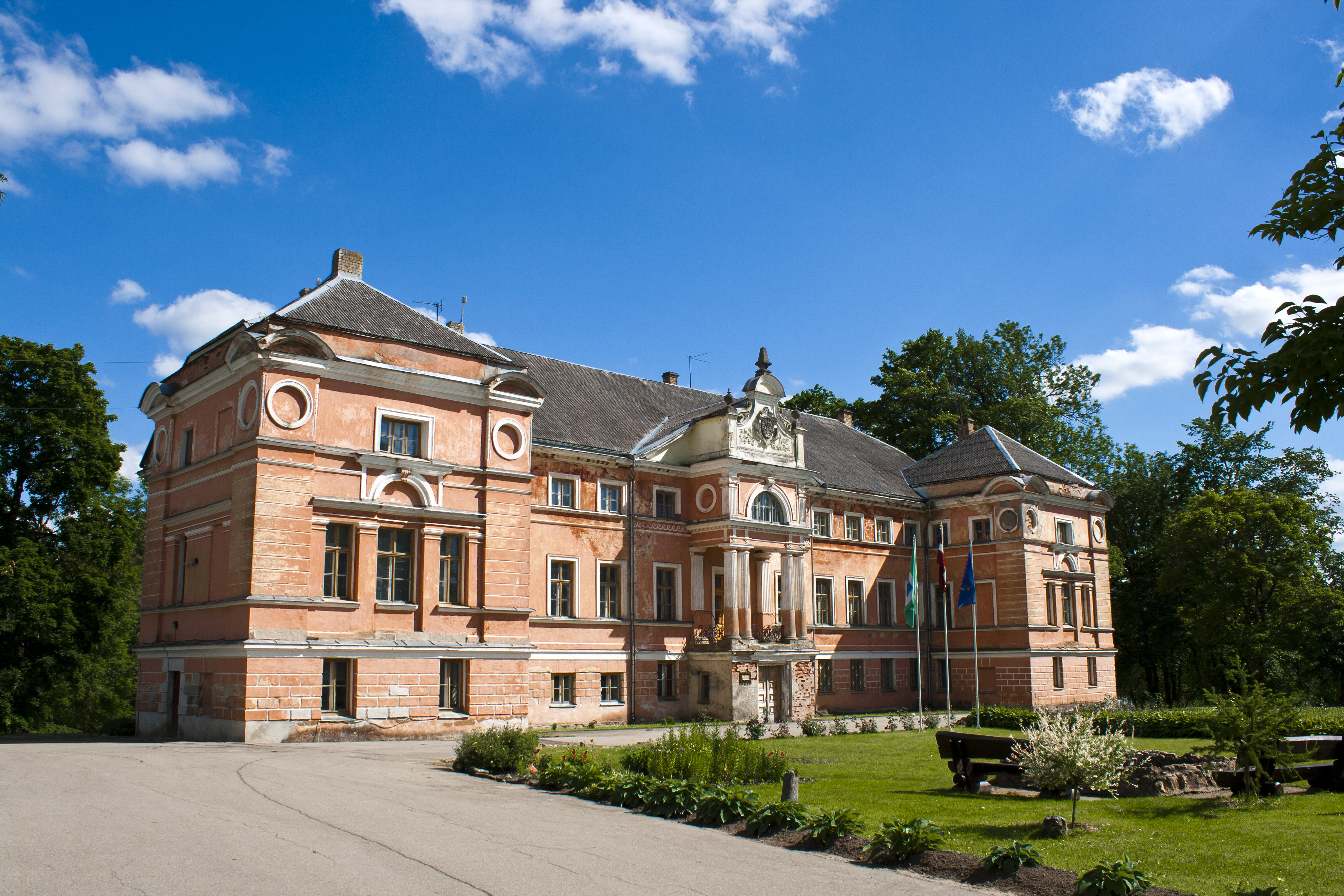
Remte: Schloss Remten
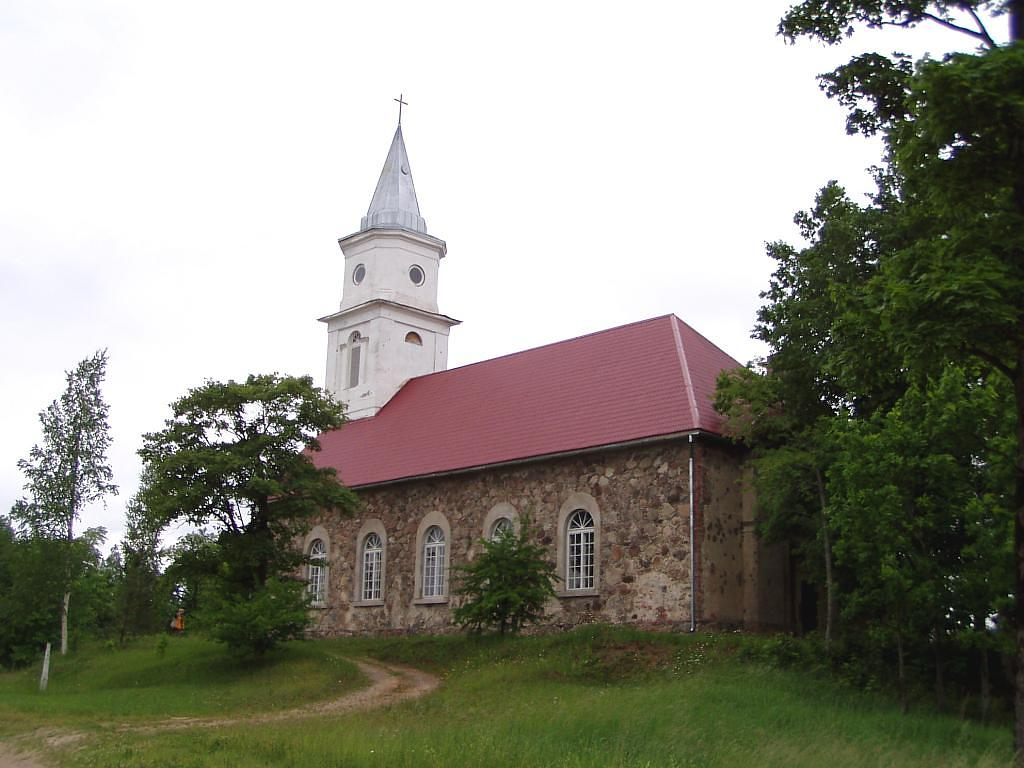
Remte: Lutherische Kirche

## Nachweise
1. ↑  Vides aizsardzības un reģionālās attīstības ministrija (Ministerium für Naturschutz und Regionalentwicklung), Karten und Auflistung der Verwaltungseinheiten, abgerufen am 17. Juli 2021
2. ↑  Centrālā statistikas pārvalde (Statistisches Amt der Republik Lettland): Demogrāfija 2020. Riga 2020, ISBN 978-9984-06-551-9, S. 15 (Stand: 1. Januar 2020).